# Loi sur l'audiovisuel public de 1967

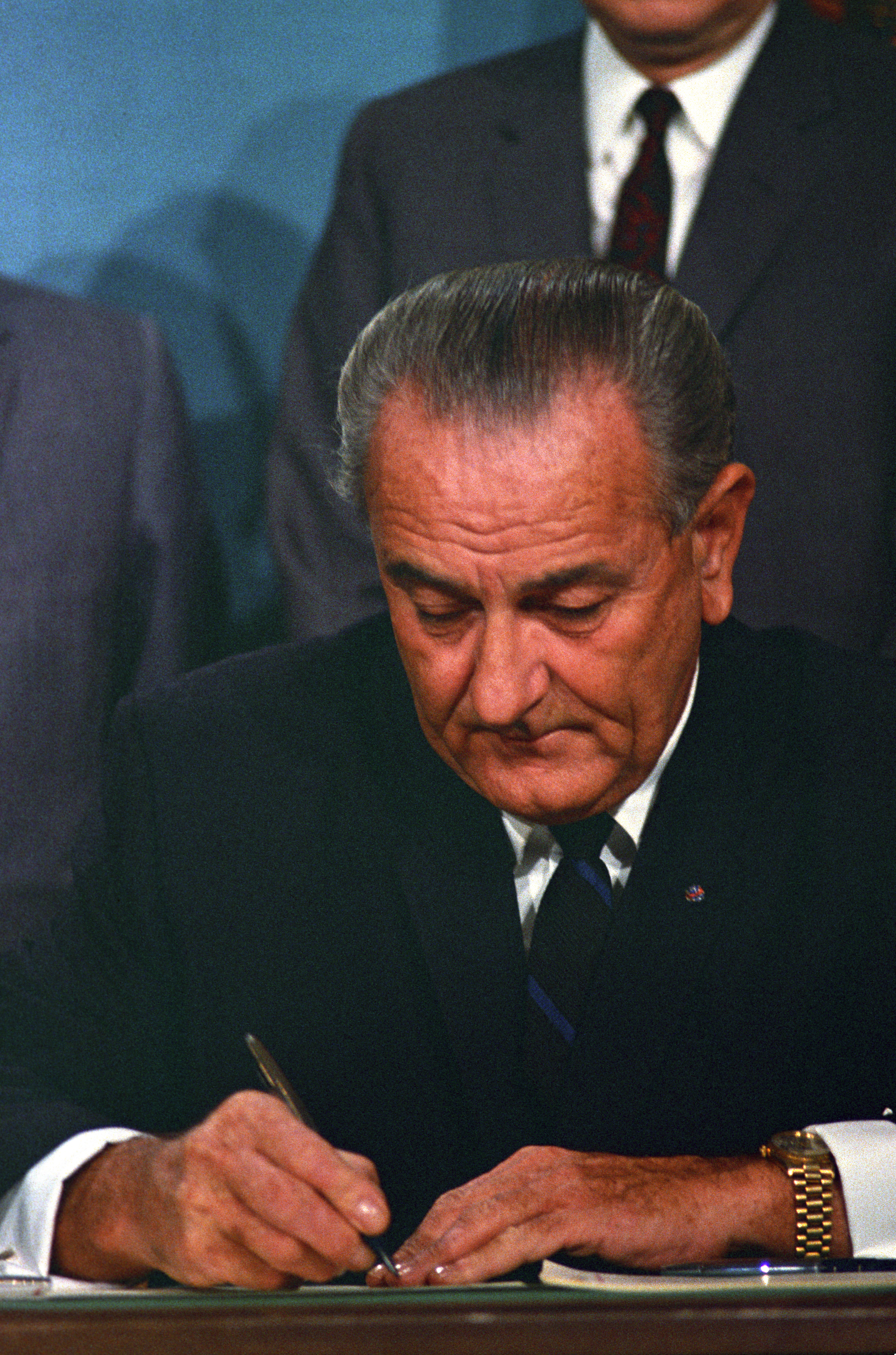
Le président américain Lyndon B. Johnson signant la loi sur l'audiovisuel public le 7 novembre 1967.

La loi sur l'audiovisuel public de 1967, ou Public Broadcasting Act of 1967, est une loi fédérale américaine, approuvée en 1967 par le 90e Congrès des États-Unis et signée par le président Lyndon B. Johnson, statuant de la création de la Corporation for Public Broadcasting, organisme américain qui a, entre autres, donné naissance au réseau de télévision public américain PBS et au réseau de radiodiffusion NPR.
La loi était soutenue par diverses personnalités dont l'animateur de télévision Fred Rogers et le sénateur démocrate John O. Pastore.